# Goatse

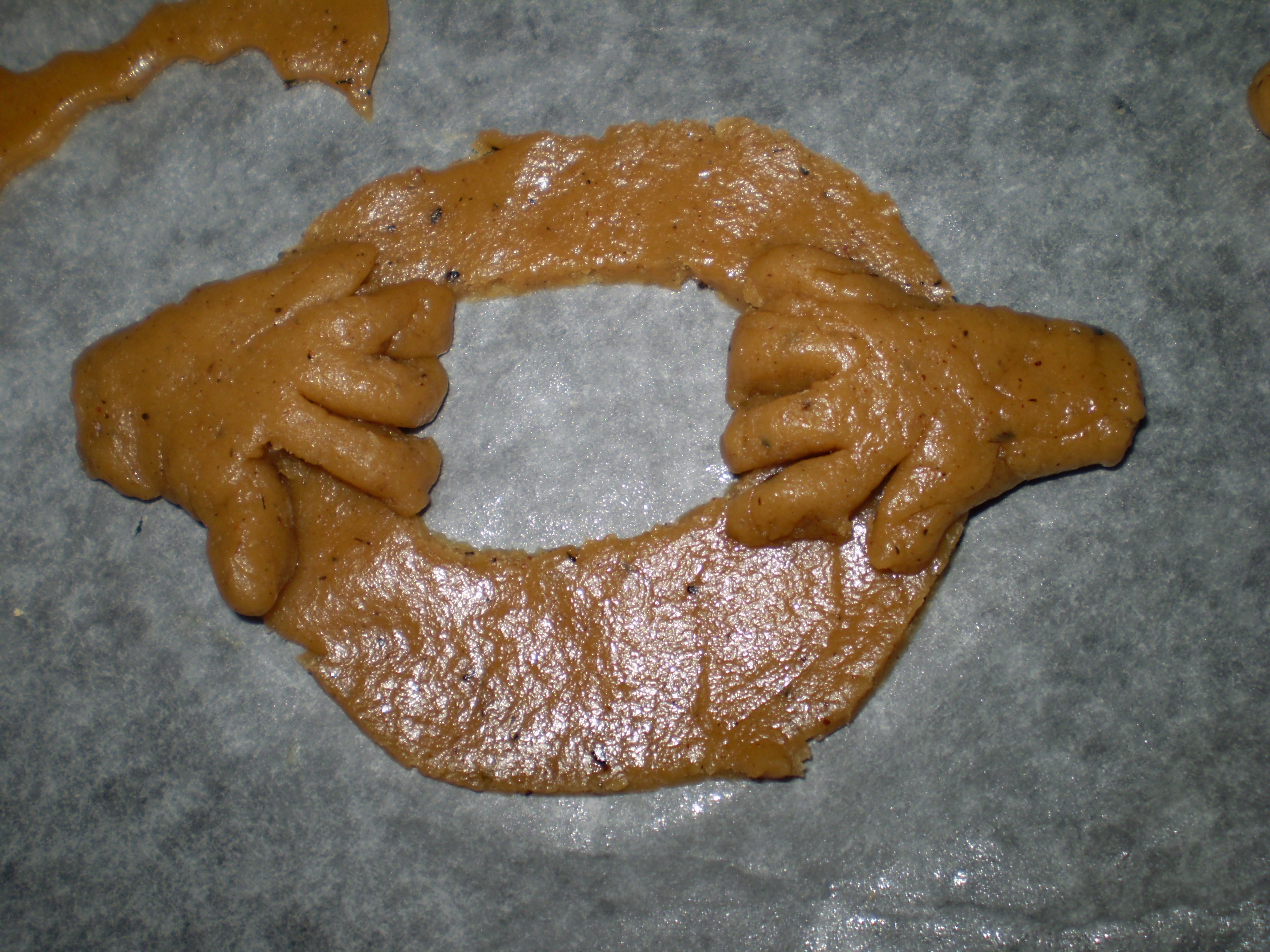
Een artist's impression van goatse gemaakt van deeg.

Goatse is een van oorsprong shocksite.

## Inhoud
Op de website goatse.cx stond een afbeelding, hello.jpg, van een naakte man die zijn anus ver openstrekte zodat de binnenkant duidelijk te zien was. Ook was op de afbeelding de penis en het scrotum van de man zichtbaar. Argeloze internetgebruikers werden regelmatig opzettelijk geconfronteerd met de afbeelding, bijvoorbeeld doordat ze verleid werden om op een link te klikken. Er is veel speculatie geweest over de identiteit van de man op de Goatse-afbeelding, maar uit privacyoverwegingen wordt deze niet bekendgemaakt.

## Geschiedenis
De afbeelding zelf bestond al sinds 1999, maar kreeg pas in 2004 steeds meer aandacht. Het oorspronkelijke domein, goatse.cx, is in datzelfde jaar door de regering van Christmaseiland, die de jurisdictie over het topleveldomein .cx heeft, opgeschort, maar inmiddels zijn er talloze mirrors van de website opgedoken.

## Naam
Waarschijnlijk was de naam van de website een woordspeling: als de URL zonder punt wordt gelezen staat er "goatsecx", wat kan worden uitgesproken als "goat sex" (geitenseks).
Anderen menen dat het een afkorting is voor guy opens ass to show everyone.